# Brezel
Brezel hay Pretzel (ở Bayern và Áo còn gọi là Breze, tiếng Bayern Brezn; ở Thụy Sĩ và Oberschwaben được gọi là Bretzel), là một loại bánh mì hình nút vòng xoắn đặc biệt phổ biến ở miền Nam nước Đức, Áo và Alsace. Nó được làm từ một dây bột nhồi xoắn lại. Tên nó bắt nguồn từ chữ Latinh Brachium có nghĩa "cánh tay", vì nó có hình dáng cánh tay khoanh lại.

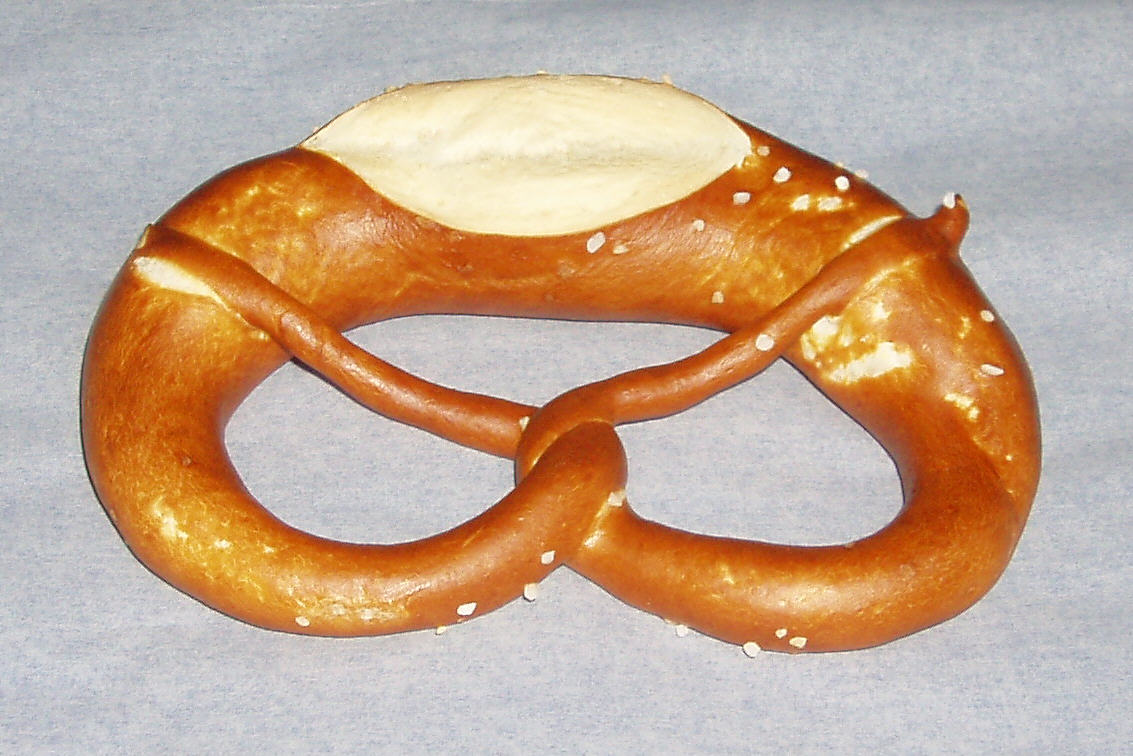
Laugenbrezel ở Schwaben

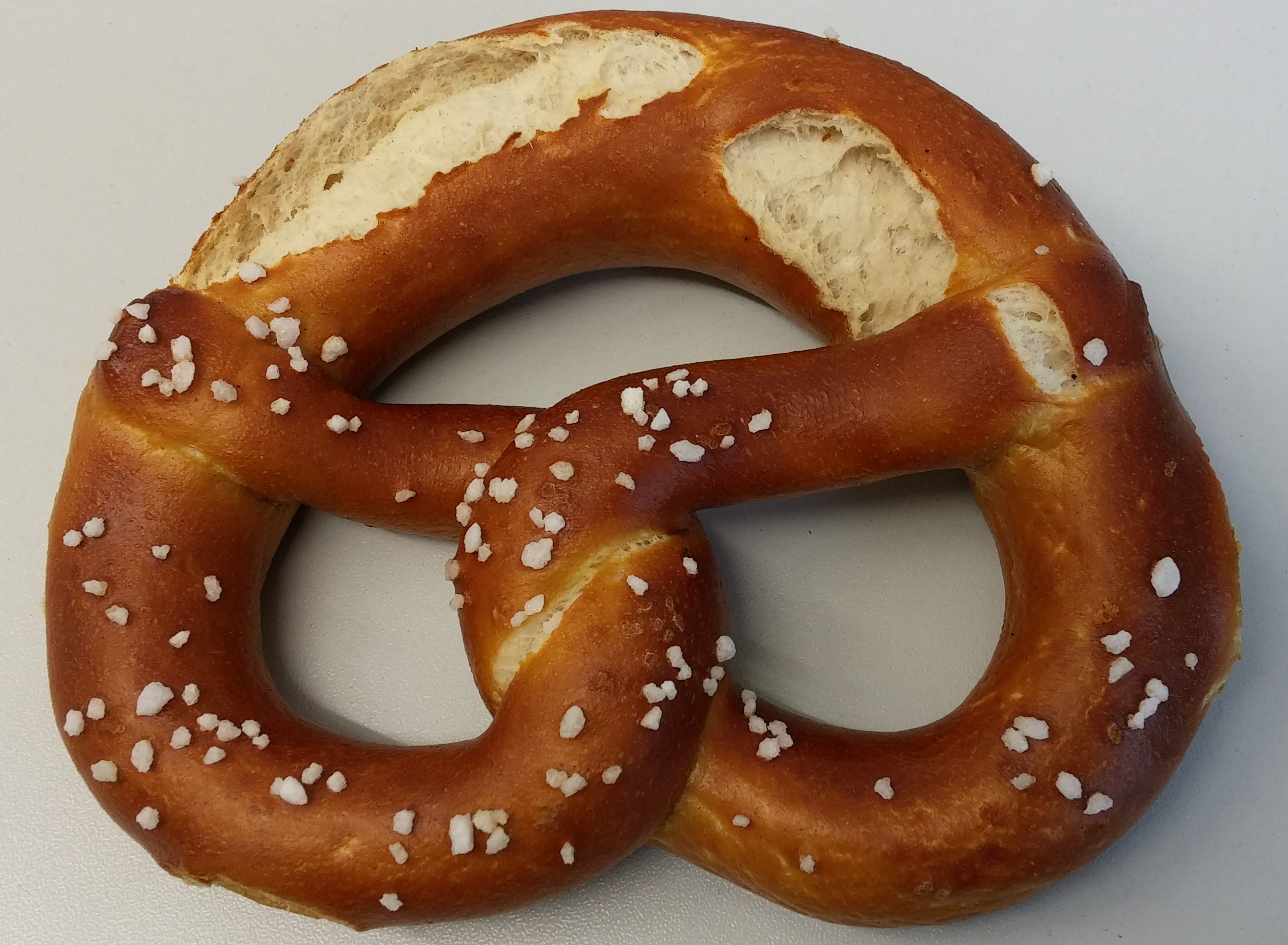
Breze ở München

## Từ ngữ
Brezel bắt nguồn từ một từ vay mượn từ tiếng Latinh brachium trong thời phát triển của nền văn hóa tu viện Karolinger. nó là tên gọi một loại bánh dâng hiến. Dưới thời tiếng Đức Cổ nó được gọi là brezzila, bây giờ là Brezel. Một tên gọi ngắn tiếng Đức Cổ brezza dẫn tới tên gọi ngày nay ở Áo, Bayern Breze hay Brezn.

## Breze Bayern so với Brezel Schwaben
Các nhà làm bánh Bayern đã làm đơn lên EU để bảo vệ từ "bayerische Breze". Họ cho thấy sự khác biệt với "schwäbischen Brezel". Qua đó họ cho thấy cánh bánh Breze dày hơn của Brezel. Breze có ít chất béo hơn 1,5 tới 4) trong khi Brezel từ 4-8. Bánh Brezen không có cắt dọc ở giữa.

## Lịch sử
Có ít nhất hai phiên bản về nguồn gốc pretzel:
Phiên bản đầu tiên, theo cuốn The History of Science and Technology (Lịch sử Khoa học và Công nghệ), pretzel ra đời năm 610 sau công nguyên, do một tu sĩ người Ý sáng chế ra để làm phần thưởng cho các trẻ thuộc lời cầu nguyện. Ông gọi những que bột nhão đã nướng, gấp lại thành những cánh tay khoanh trước ngực là pretiola, nghĩa là "những phần thưởng nhỏ".
Phiên bản thứ hai, pretzel ra đời từ một tu viện ở miền nam nước Pháp.
Ngoài ra, bánh pretzel hình nút vòng có thể có nguồn gốc từ bánh mì nhẫn Hy Lạp. Loại bánh mì nhẫn Hy Lạp thì xuất phát từ bánh mì dùng phổ biến trong các tu viện.
Trong nhà thờ Giáo hội Công giáo Rôma, pretzel mang ý nghĩa tôn giáo cả về công thức và hình dạng. Các vòng thắt nút của pretzel có mục đích rất thực tế: để các thợ làm bánh có thể treo chúng lên các móc nằm dọc theo cây phơi bánh như trong bức họa The Baker của Job Berckheyde năm 1681.

## Vinh danh
Pretzel được các công dân Hà Lan di cư đến Pennsylvania giới thiệu ở vùng đất Bắc Mỹ vào thế kỷ 19. Đến thế kỷ 20, pretzel mềm rất phổ biến ở các khu vực như Philadelphia, Chicago, New York. Ở Philadelphia thậm chí còn có một bảo tàng cho loại bánh này mang tên "Pretzel Museum". Năm 2003, thống đốc bang Pennsylvania - Ed Rendell đã tuyên bố ngày 26 tháng 4 hàng năm là ngày Pretzel quốc gia (National Pretzel Day) để công nhận tầm quan trọng của bánh pretzel đối với lịch sử và kinh tế Hoa Kỳ. Từ đó, ngày 26 tháng 4 là ngày Pretzel quốc gia ở Hoa Kỳ.
Google Doodle cũng vinh danh Pretzel vào ngày 21 tháng 9 năm 2019 nhân ngày bắt đầu Lễ hội tháng Mười.

## Kỷ lục
Pretzel lớn nhất thế giới đã được nướng vào năm 2015 tại El Salvador, nặng hơn 780 kg với chiều dài khoảng 9 mét.